# Tøris
Tøris er kuldioxid i fast form, og fremstilles ved ekspandering af den flydende CO2. Dette foregår ved at lede det væskeformige kuldioxid ud af en tank med et tryk på 50 bar. Herefter vil væsken krystallisere og kan komprimeres til piller, blokke og andre former. Disse kan tjene flere formål såsom nedkøling af levnedsmidler eller rengøring (tørisblæsning). Tøris overgår direkte til gasform for tryk lavere end ca. 5 atm (ca.=5 bar) ved sublimation, dvs. uden at væske er en mellemtilstand.
Tøris massefylde stiger med faldende temperatur og er i intervallet 1,55-1,7 g/cm^3 under -78,5 °C.
Der anvendes typisk beholdere af polystyren.
Ved atmosfærisk tryk har tøris en temperatur på 194,7 K (-78,5 °C) eller lavere. Derfor bør man håndtere tøris forsigtigt og undlade kontakt med bar hud.